# Iuka (Illinois)
Iuka è un villaggio degli Stati Uniti d'America, situato nello Stato dell'Illinois, nella contea di Marion.